# Sony Ericsson W880
Sony Ericsson W880i var en mobiltelefon som släpptes i september 2006 och började säljas i februari 2007 på den svenska marknaden. Telefonen ingick i Sony Ericssons walkman-serie, en serie mobiltelefoner som inriktade sig på musiklyssning. När den släpptes gjorde dess tjocklek på 9.4mm att den var en av få 3G-telefoner som var mindre än 1cm tjock. 
W880i fanns tillgänglig i tre olika färgkonstellationer:  "Flame Black", "Steel Silver" och exklusivt för teleoperatören Vodafone, "Gold".
I en artikel i Sydsvenskan nämndes i förbifarten att modellen Flame Black var en hommage till Ericsson HotLine-serien från slutet av 1980-talet, de första telefoner som utvecklades av Ericsson i Lund.

## Egenskaper
W880 hade två kameror, en 2.0 megapixel utan autofokus och blixt samt en VGA kamera placerad på framsidan. Telefonen hade programvaran Walkman Player v2.0 installerat, som kunde spela en rad olika format, se Kompatibilitet nedan. Telefonen hade ett inbyggt minne på 16MB och en kortplats för Memory Stick Micro för att kunna utöka minnet ytterligare med 8GB. Telefonen hade även medföljande programvara för att redigera foto/ljud/video, publicera bilddagbok på internet och stöd för 3G data överföring upp emot 384kbit/s.

## Kompatibilitet
Sony Ericsson W880i hade stöd för följande ljud, video och bild -format.
- Video MP4, 3GPP, H263, H264 och Real8.
- Bild JPEG, GIF, BMP, PNG, WBMP, SVG och Flash.
- Ljud MP3, MP4, AAC, AAC+, M4A, 3GP, AMR, WMA, Real8 och G-MDI.